# Jurij Rjazanov
Jurij Sergejevitj Rjazanov (ryska: Ю́рий Серге́евич Ряза́нов), född 21 mars 1987, död 20 oktober 2009, var en rysk gymnast. Rjazanov tog två VM-medaljer (silver 2006 i lag och brons 2009 i mångkamp) och tre EM-medaljer (guld 2008 i lag, brons i mångkamp 2007 och 2009). Rjazanov deltog även vid de Olympiska spelen i Peking 2008 och kom där på 17:e plats i mångkamp.
Rjazanov omkom i en bilolycka på en motorväg utanför Moskva den 20 oktober 2009.